# Tricentra quadrigata
Tricentra quadrigata là một loài bướm đêm trong họ Geometridae.